# Migueleno
I Migueleno (o anche Miqueleno, Purubora, Kuyubi) sono un gruppo etnico, ormai prossimo all'estinzione, del Brasile che ha una popolazione stimata in circa 14 individui. Parlano la lingua Purubora (codice ISO 639: PUR) e sono principalmente di fede animista.
Vivono nello stato brasiliano di Rondônia, nei pressi del Rio São Miguel, affluente del fiume Guaporé, nel territorio delle municipalità di Guajará-Mirim, São Francisco, Costa Marques, Porão Velho, Seringueiras. Denominazioni alternative: Puruba, Aurã, Pumbora, Puroborá, Burubora, Kuyubi, Cujubi, Migueleno, Miguelenho.